# リブシェ (オペラ)
『リブシェ』（チェコ語:  Libuše）は、ベドルジハ・スメタナが作曲したチェコ語による全3幕のオペラ。作曲者自身によって、「お祝いのミュージカル（slavnostní zpěvohra）」という肩書が与えられている。リブレットは、前作『ダリボル』と同じく、ヨゼフ・ヴェンツィヒによってドイツ語で書かれ、エルヴィーン・シュピンドレルがチェコ語に翻訳した。

## 作曲の経緯・初演

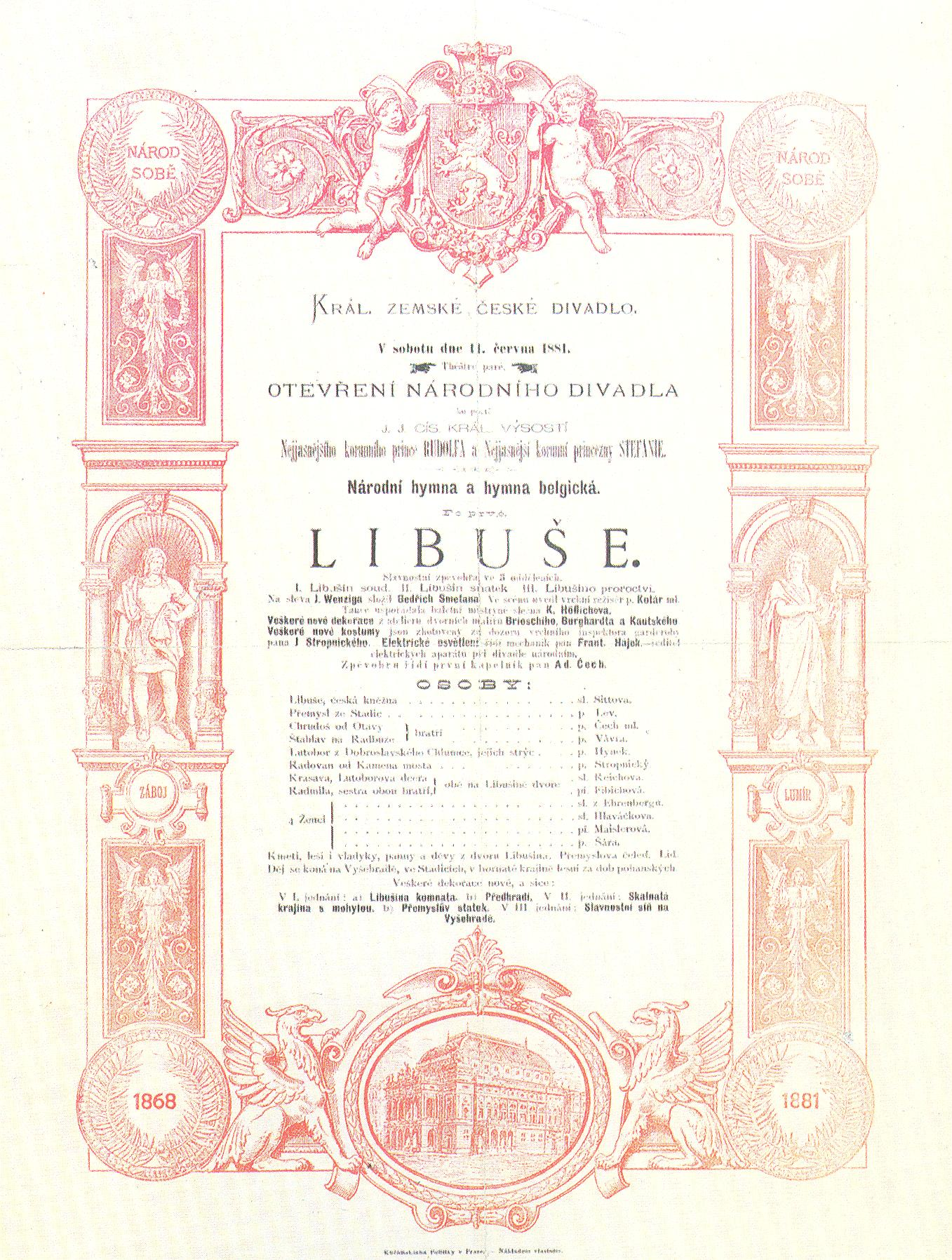
初演時のプログラム

1867年のアウスグライヒによってオーストリア帝国がオーストリア＝ハンガリー帝国に改編された後、チェコ（ボヘミア）人たちはさらに皇帝フランツ・ヨーゼフ1世にボヘミア国王として戴冠するよう要求した。これに対して当時のオーストリア首相カール・ジークムント・フォン・ホーエンヴァルトは、聖ヴァーツラフの王冠のもとにボヘミア王国の独立を承認しようとし、フランツ・ヨーゼフ1世のボヘミア国王としての戴冠式が実施されることに決まった。スメタナはこれを歓迎し、1871年から1872年にかけて、フランツ・ヨーゼフ1世の戴冠式のためにオペラ『リブシェ』を作曲した。リブシェとは、チェコの伝説に登場する女性である。伝説では、彼女の予言によってプラハの歴史が始まったとされる。フランツ・ヨーゼフ1世のボヘミア国王としての戴冠によって、伝説上のリブシェのように、チェコの新たな歴史が開かれることをスメタナは期待したのであろう。
しかし、帝国内における自国の地位が相対的に低下することを懸念するハンガリーの猛反対によって、フランツ・ヨーゼフ1世がボヘミア国王として戴冠するという計画は流産してしまった。これを受けてスメタナは、プラハ国民劇場のこけら落しのために、この曲を温めておくことにした。そして、完成から9年がたった1881年6月11日、プラハ国民劇場のこけら落しで初上演された。この時の指揮者は、後に『わが祖国』全曲初演でも指揮を行うことになるアドルフ・チェフであった。プラハ国民劇場が火災で焼失し、再建された1883年11月18日の再開場時も『リブシェ』が最初に上演されている。
アメリカ合衆国初上演は、チェコでの初上演から約105年が経過した1986年3月にアメリカの音楽の殿堂カーネギー・ホールで行われた。指揮はイヴ・クウェラー、演奏はオペラ・オーケストラ・オブ・ニューヨーク・シティ。
評論家たちは、このオペラの野外劇的な性質を特筆し、音楽におけるリヒャルト・ヴァーグナーの影響に言及している。

## 配役
| 役名                                            | 声域         | 初演時のキャスト, 1881年6月11日 (指揮: アドルフ・チェフ) |
| ----------------------------------------------- | ------------ | -------------------------------------------------------- |
| 女王リブシェ Libuše                             | ソプラノ     | Marie Sittová                                            |
| フルドシュ Chrudoš                              | バス         | Karel Čech                                               |
| シチャーラフ Sťáhlav, フルドシュの弟            | テノール     | Antonín Vávra                                            |
| ラドミラ Radmilla, フルドシュ、シチャーラフの妹 | コントラルト | Betty Fibichová                                          |
| クラサヴァ Krasava                              | ソプラノ     | Irma Reichová                                            |
| ルトボル Lutobor, クラサヴァの父                | バス         | František Hynek                                          |
| プジェミスル Přemysl, Stadiceの農夫             | バリトン     | Josef Lev                                                |
| ラドヴァン Radovan                              | バリトン     | Leopold Stropnický                                       |

## 梗概

### 第1幕
フルドシュとシチャーラフは、父親の遺産の処遇について、女王であるリブシェを調停人として争っている。チェコの法律では、遺産は共同管理か等分割を規定している。一方、ドイツの法では、フルドシュに有利な長子相続を規定しており、こちらに則った場合、遺産はすべてフルドシュの物となる。リブシェは、遺産を等分割する決定を下すが、これに対してフルドシュは怒りをあらわにして、その場を去る。フルドシュを含む、リブシェの国の民の内のいくらかは、女性であるリブシェがこの国を治めることを完全に承服した訳ではなかった。リブシェは、臣下たちに結婚相手を探すように依頼する。それに対して、臣下たちは彼女自身が望む相手を選ぶべきだと述べた。そして、彼女は農夫のプジェミスルを結婚相手に選ぶ。そして、第1幕は、臣下達がフルドシュと彼自身が不和を種となる可能性について心配している場面で終わる。

### 第2幕
第1場面
フルドシュの敵対的な性格の原因の一部が、フルドシュとクラサヴァの関係であると明らかとなる。クラサヴァはフルドシュの気持ちに応えていたが、フルドシュの性格に対して、ロマンチックになれないとも考えていた。そこで、クラサヴァはフルドシュの弟のシチャーラフに気のあるふりをして、フルドシュの嫉妬を引き出そうとしていたのである。彼女の父、ルトボルは、フルドシュにも威信があるとし、クラサヴァにフルドシュ・シチャーラフ兄弟の仲を修復するように頼む。クラサヴァは、フルドシュに、自分を許して抱擁するか、それが出来ないのなら彼の剣で自分を殺すように頼む。フルドシュは、彼女を許し、弟のシチャーラフとの関係も修復する。
第2場面
プジェミスルは、自身の農場の実りを見守っている。そこに、女王の護衛者たちが、女王と結婚のためにプジェミスルをリブシェの下へと送り届けるために農場に到着する。

### 第3幕
2組の結婚式が行われている。1組はプジェミスルとリブシェ、もう1組はフルドシュとクラサヴァである。プジェミスルは、フルドシュがメンツを保ったまま、リブシェに謝罪することができるように知恵を巡らせ、実現させる。そして、リブシェが予知を行い、予知で見えたチェコ国家の未来の情景を人々に語り、オペラは幕を閉じる。

## 録音
- 1949, Alois Klíma (conductor), Symphony Orchestra and Chorus of the Prague Radio; Marie Podvalová, Theodor Šrubař, Karel Kalaš, Beno Blachut, Jaroslav Veverka, Bořek Rujan, Ludmila Červinková, Marta Krásová, Miluše Dvořáková, Miloslava Fidlerová, Věra Krilová, Jaroslav Gleich
- Jaroslav Krombholc (conductor), Prague National Theatre Orchestra and Chorus; Naděžda Kniplová, Vacláv Bednár, Věra Soukupová
- 1983, Zdeněk Košler (conductor), Prague National Theatre Orchestra and Chorus;  Gabriela Beňačková-Čápová, Václav Zítek, Antonín Švorc, Leo Marian Vodička, Eva Děpoltová
- 1995, Oliver Dohnányi (conductor), Prague National Theatre Orchestra and Chorus; Eva Urbanová, Vratislav Kříž, Luděk Vele, Miloslav Podskalský, Miroslava Volková, Marie Veselá, Jan Markvart, Miroslav Švejda, Pavel Červinka, Jana Jonášová, Jitka Soběhartová, Helena Kaupová [4]

## 参照
注釈
1. ↑  林忠行「チェコ：ヨーロッパの十字路で」南塚信吾編『東欧の民族と文化』（彩流社〈叢書東欧〉、1989年）90頁。ISBN 4-88202-137-4
2. ↑  Donal Henehan (1986年3月14日). “Beňačková in Smetana's Libuše”. New York Times 2007年9月6日閲覧。
3. ↑  Helm, Everett, "Reports from Abroad: Prague" (1959).  The Musical Times, 100 (1392): p. 97.
4. ↑  Graeme, Roland (1997). “Libuše. Bedřich Smetana”. The Opera Quarterly 13 (3):  186–189. doi:10.1093/oq/13.3.186 2007年9月6日閲覧。.

文献
- Warrack, John and West, Ewan, The Oxford Dictionary of Opera New York: OUP: 1992 ISBN 0-19-869164-5